# Aldo Manuzio il Giovane
Aldo Manuzio detto il Giovane (Venezia, 13 febbraio 1547 – Roma, 24 ottobre 1597) è stato un editore, stampatore ed erudito italiano, figlio di Paolo e nipote del più celebre Aldo Manuzio il Vecchio, umanista e tipografo.

## Biografia

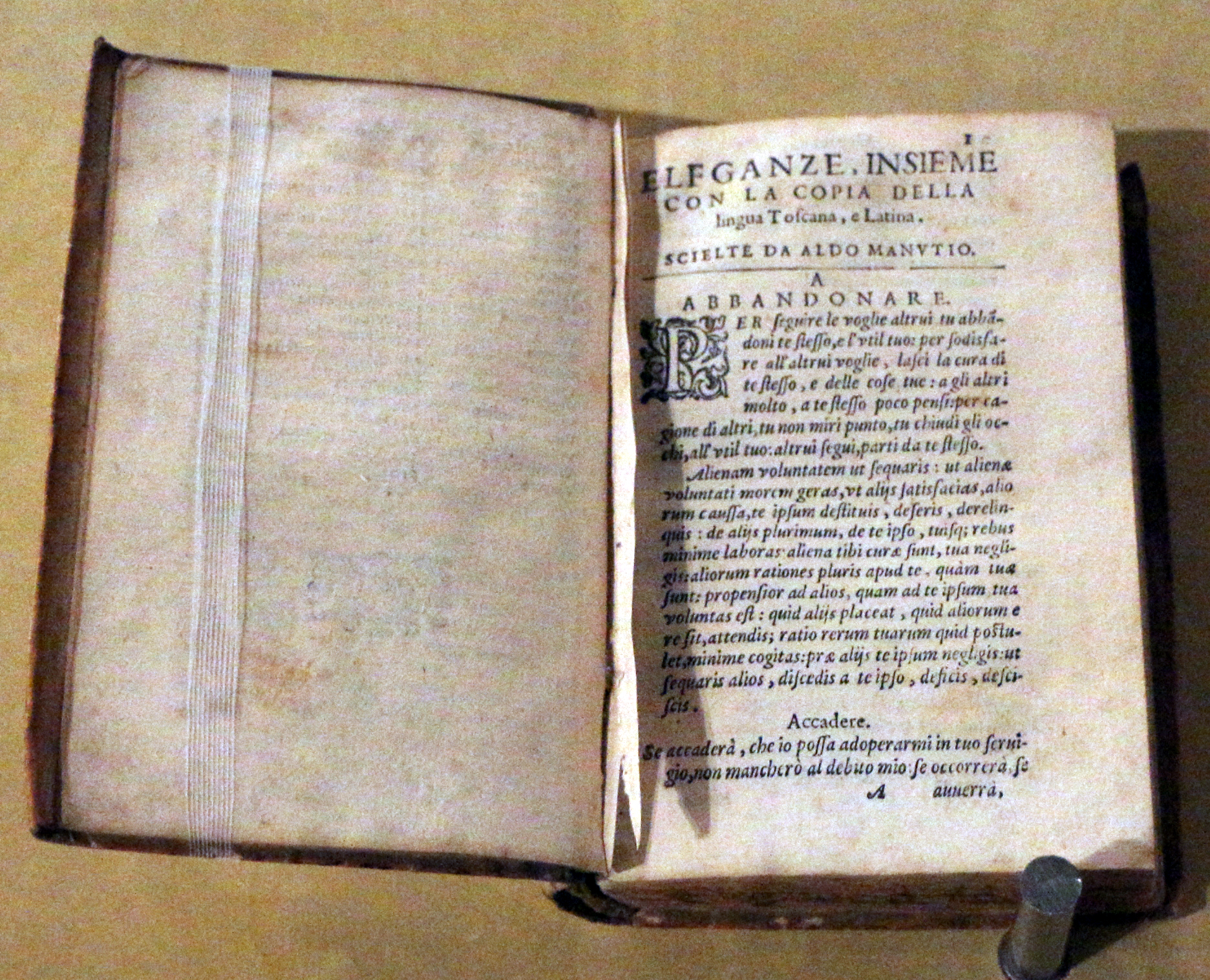
Aldo Manuzio, Eleganze..., Venezia, presso G.B. Bonfandino, 1588.

Nato a Venezia nel 1547, di ingegno precoce e carattere deciso, Aldo fin da ragazzo collaborò con il padre, con il quale non avrà sempre buoni rapporti, nella stamperia di famiglia, ove partecipò, tra l'altro, alla pubblicazione delle epistole ciceroniane. Nel 1561 si trasferì a Roma, per raggiungere il padre e lavorare nella Stamperia del popolo romano istituita proprio in quell'anno da papa Pio IV. Della stessa Stamperia, per volere di Clemente VIII, assumerà poi la direzione dal 1590 al 1597, anno della sua morte.
Nel 1572 sposò Francesca Lucrezia Giunti, appartenente alla celebre famiglia di stampatori; la figlia Paolina, nata nel febbraio 1575, morì in tenera età e la coppia si separò nel 1576 - l'annullamento ecclesiastico delle nozze, pronunciato il 19 luglio 1596, diede avvio a una lunga causa legale da parte di Francesca per la restituzione della propria dote.
Da una domestica, Aldo ebbe intorno al 1581 una figlia, chiamata anch'ella Paolina, che gli sopravvisse e fu affidata allo zio paterno Alessandro Onorio.
Nel 1583 fu nominato lettore pubblico nella Scuola di San Marco. Lasciata Venezia, insegnò successivamente a Bologna, succedendo allo storico Carlo Sigonio, a Pisa e a Roma.
Morì a Roma, all'età di cinquant'anni.
Aldo fu un bibliofilo appassionato, proprietario di una notevole biblioteca, accresciuta nel corso degli anni, che lo seguì nei suoi spostamenti. Dopo la sua morte la raccolta confluì parzialmente nella Biblioteca Vaticana.

## Opere
- Orthographiae ratio. Anno di pubblicazione: 1561.